# Balashove
Balashove  (ucraniano: Балашове) es un pueblo del Raión de Rozdilna en el Óblast de Odesa de Ucrania. Según el censo de 2001, tiene una población de 119 habitantes.